# Come l'acqua per gli elefanti
Come l'acqua per gli elefanti (Water for Elephants) è un film del 2011 diretto da Francis Lawrence.
La pellicola è l'adattamento cinematografico del romanzo del 2006 Water for Elephants, della scrittrice Sara Gruen.

## Trama
Il proprietario di un piccolo circo statunitense, arrivato ad Albany, incontra e soccorre un uomo di 95 anni di nome Jacob Jankowski, che apparentemente si è separato dal pullman del suo gruppo della sua casa di riposo, che aveva recentemente visitato il circo. I due iniziano a parlarsi e Jacob rivela di aver lavorato per molto tempo in un circo e di essere stato presente durante uno dei peggiori incidenti circensi della storia accaduto nel 1931, durante la Grande depressione, quando Jacob aveva 23 anni. L'uomo studiava per diventare veterinario presso l'Università di Cornell di New York. Purtroppo, proprio il giorno del suo ultimo esame, viene informato che i suoi genitori sono rimasti vittime di un incidente automobilistico. Il padre ha lasciato grossi debiti con la banca per pagare l'università al figlio e, non avendo nessun altro parente, al giovane Jacob non rimane più nulla e così fugge dalla sua città saltando sul vagone di un treno in movimento, dove incontra il vecchio Camel.
Solo il giorno dopo Jacob scopre di essere involontariamente salito sul treno del circo dei Fratelli Benzini e qui i buttafuori lo portano a incontrare August Rosenbluth, il proprietario e capo addestratore del circo e la sua bellissima moglie Marlena. Dopo che Jacob nota dei problemi su Silver, uno dei cavalli del circo, August decide di assumerlo come veterinario del circo. Jacob esamina il cavallo e riferisce che l'animale è affetto da una grave laminite, che presto non gli permetterà più di esibirsi. August però non gli dà ascolto e Jacob, per non permettere che Silver riceva altri maltrattamenti, decide di sopprimere il cavallo senza il permesso di August. Questi si infuria e minaccia Jacob di buttarlo fuori se oserà compiere ulteriori azioni contro i suoi ordini.
Per rimpiazzare Silver, August si procura l'elefantessa Rosie. Questo lo entusiasma e organizza una cena privata invitando Jacob a mangiare con lui e sua moglie. Jacob rimane turbato dalla cena, dove August e Marlena (di cui si è innamorato) amoreggiano con l'elefante e ballano di fronte a lui e scopre che in realtà la loro relazione non è una delle più solide, per via di August che si dimostra possessivo, geloso ed alcune volte addirittura violento nei confronti di Marlena. Nelle settimane seguenti, August si infuria con Rosie, non riuscendo a domarla per i numeri del circo, al tal punto che inizia addirittura a picchiarla perché non esegue i suoi comandi. Jacob scopre però che l'elefantessa era stata addestrata in passato da un uomo polacco quindi l'animale comprende solo comandi detti in lingua polacca. Trovata la soluzione, Rosie riesce finalmente ad essere addestrata e si esibisce splendidamente, così il circo gode di un breve periodo di successo. Durante gli allenamenti di Rosie, Jacob e Marlena passano del tempo insieme e si innamorano.
Una notte August scopre la loro relazione e minaccia entrambi crudelmente, così Jacob e Marlena scappano dal circo e si rifugiano in un hotel. La coppia viene però raggiunta dagli uomini-buttafuori di August, che portano via Marlena contro la sua volontà e pestano Jacob. Dopo essersi ripreso dalle ferite subite, Jacob raggiunge il circo alla ricerca di Marlena e quando la ritrova, la donna lo informa che August ha costretto il suo braccio destro Blakie a buttare gente dal treno tutta la notte compresi Wade, Grady, Camel e Walter, questi ultimi due morti schiantatosi su delle rocce. Per via degli ordini disumani e crudeli di August, Wade e Grady decidono di vendicarsi aprendo le gabbie degli animali durante uno spettacolo, scatenando il caos più totale. Jacob entra nel tendone principale e cerca di soccorrere Marlena, ma viene assalito dagli uomini di August, mentre questo si avventa su Marlena cercando di strangolarla, ma poi viene ucciso da Rosie mentre Grady e Wade soccorrono Jacob e trascinano Blakie fuori dal tendone. Il circo dei Fratelli Benzini fallisce.
L'anziano Jacob finisce il racconto dicendo come lui, Marlena e Rosie abbiano, alla fine della depressione, intrapreso una carriera al circo Ringling portandosi gli animali che si erano salvati dall'incidente, come lui si sia sposato con Marlena dando alla luce cinque figli e come si siano presi cura di Rosie fino alla sua morte di vecchiaia mentre anche Marlena in seguito morì. Jacob deve ora tornare nella sua casa di riposo ma il tipo che ha ascoltato la sua storia gli permette di lavorare lì come bigliettaio per il circo.

## Produzione

### Casting
Il ruolo di August era stato proposto a Sean Penn, il quale rifiutò il progetto; successivamente il ruolo viene dato a Christoph Waltz.
Prima di Robert Pattinson il ruolo di Jacob era stato proposto a Channing Tatum, Emile Hirsch ed Andrew Garfield i quali però rifiutarono la parte.

### Location
Le riprese del film sono state effettuate in diversi stati americani tra i quali Tennessee, Georgia e California.

## Distribuzione
Il film è uscito in anteprima in Germania il 21 aprile del 2011. L'uscita nelle sale cinematografiche americane è avvenuta il 22 aprile, mentre in quelle italiane è avvenuta il 6 maggio 2011.

## Riconoscimenti
- 2011 - Satellite Award
  - Migliori costumi a Jacqueline West
  - Nomination Migliore scenografia a Jack Fisk
  - Nomination Migliore colonna sonora originale a James Newton Howard
- 2012 - People's Choice Awards
  - Miglior film drammatico
  - Nomination Miglior adattamento di un libro
- 2011 - Teen Choice Awards
  - Miglior attore di film drammatico a Robert Pattinson
  - Nomination Miglior film drammatico
  - Nomination Miglior attrice di film drammatico a Reese Witherspoon
- 2012 - AARP Movies for Grownups Awards
  - Nomination Miglior attore non protagonista a Christoph Waltz
- 2011 - Hollywood Post Alliance
  - Nomination Miglior film a Paul Graff, Brian Sales, Gregory S. Scribner e Christina Spring
- 2012 - Jupiter Award
  - Nomination Miglior attore internazionale a Christoph Waltz
- 2012 - Rembrandt Awards
  - Nomination Miglior film internazionale
  - Nomination Miglior attore internazionale a Robert Pattinson
  - Nomination Miglior attrice internazionale a Reese Witherspoon